# 阿依巴格乡
阿依巴格乡，是中华人民共和国新疆维吾尔自治区阿克苏地区阿瓦提县下辖的一个乡镇级行政单位。

## 行政区划
阿依巴格乡下辖以下地区：
托万克多浪村、玉斯屯克喀格木希村、托万克喀格木希村、玉斯屯克阿依库勒村、托万克阿依库勒村、玉斯屯克柯坪村、托万克柯坪村、玉斯屯克艾来木库都克村、托万克艾来木库都克村、玉斯屯克库拉斯村、托万克库拉斯村、玉斯屯克依来克村、托万克依来克村、阔什科瑞克村、玉斯屯克库木巴什村和托万克库巴木什村。